# Quint
Quint is een artistiek kunstwerk in Amsterdam-Zuid.
Het beeld uit 2006 is het werk van Ewerdt Hilgemann, dat gemaakt is voor het Hervormd Lyceum Zuid. Het staat opgesteld in de achtertuin van genoemde onderwijsinstelling. Quint is een vertegenwoordiger van de stijl en materialen die Hilgeman sinds 1984 bezigt en gebruikt. Hilgemann onderwerpt daarbij metalen kolommen aan (lucht-)drukverschillen en zwaartekracht.